# Salamandroidea
Salamandroidea – podrząd płazów ogoniastych obejmujący gatunki zaawansowane w rozwoju ewolucyjnym.
Od Cryptobranchoidea różni ich budowa żuchwy, występowanie zapłodnienia wewnętrznego oraz w znacznym stopniu skostniały szkielet. Występują na wszystkich kontynentach, oprócz Antarktydy, Australii i Oceanii. Nie zamieszkują również Afryki na południe od Sahary.

## Systematyka
Salamandroidea dzielą się na 6 rodzin:
- Proteidae - odmieńcowate
- Amphiumidae - amfiumy
- Salamandridae - salamandrowate
- Ambystomatidae - ambystomowate
- Plethodontidae - salamandry bezpłucne
- Sirenidae - syrenowate